# Lepista sordida
Espèce
Lepista sordida, la lépiste sordide, est une espèce de champignons basidiomycètes du genre Lepista, de la famille des Tricholomataceae.

## Systématique
Le nom scientifique complet (avec auteur) de ce taxon est Lepista sordida (Schumach.) Singer.
L'espèce a été initialement classée dans le genre Agaricus sous le basionyme Agaricus sordidus Schumach..
Lepista sordida a pour synonymes :
- Agaricus sordidus Fr., 1821
- Agaricus sordidus Schumach.
- Gyrophila nuda subsp. lilacea Quél., 1888
- Gyrophila nuda var. lilacea Quél.
- Gyrophila sordida (Schumach.) Quél.
- Lepista domestica Murrill
- Lepista nuda subsp. sordida (Schumach.) Maire, 1916
- Lepista nuda var. sordida (Schumach.) Maire
- Lepista sordida subsp. ianthina Bon, 1979
- Lepista sordida subsp. lilacea (Quél.) Bon, 1980
- Lepista sordida subsp. obscurata (Bon) Bon, 1980
- Lepista sordida var. aianthina (Bon) Bon
- Lepista sordida var. gracilis Reichert & Aviz.-Hersh.
- Lepista sordida var. ianthina Bon
- Lepista sordida var. lilacea (Quél.) Bon
- Lepista sordida var. obscurata (Bon) Bon
- Lepista sordida var. sordida
- Lepista sordida var. umbonata (Bon) Bon
- Melanoleuca sordida (Schumach.) Murrill
- Rhodopaxillus sordidus (Schumach.) Maire

## Habitats
On la trouve dans les bois clairs de feuillus et de conifères, dans l'herbe des jardins, des parcs, des prés et des gazons, également en bordure de route et des chemins de septembre à décembre.

## Description
Chapeau lisse et un peu gras par temps humide, d'une couleur violet clair, rose lilas ou lilas. Ses lames sont échancrées, serrées, bleues de la même couleur que le chapeau.
Son pied est cylindrique, droit, lisse, sans bulbe, fibrilleux. Sans anneau.

## Galerie

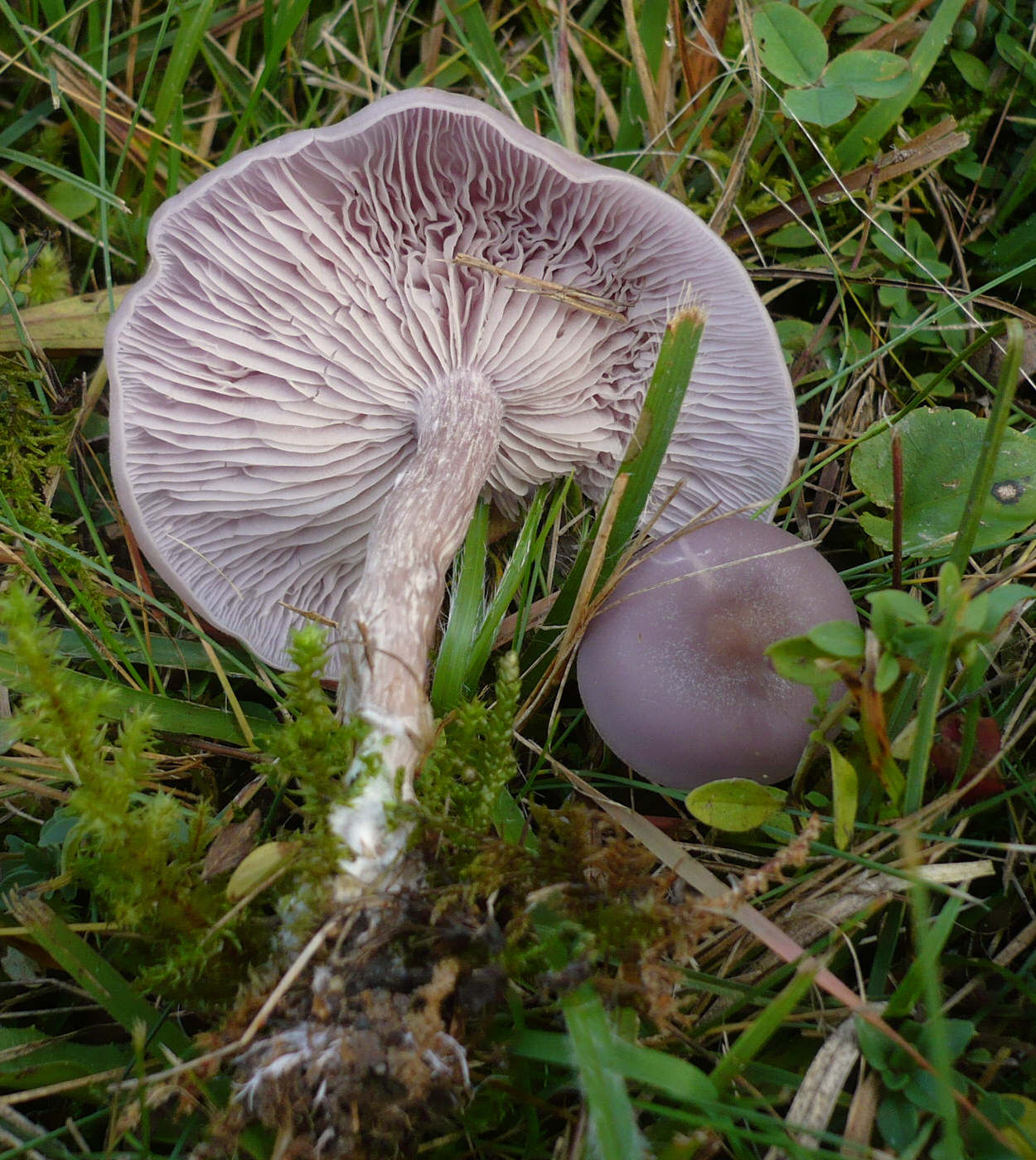
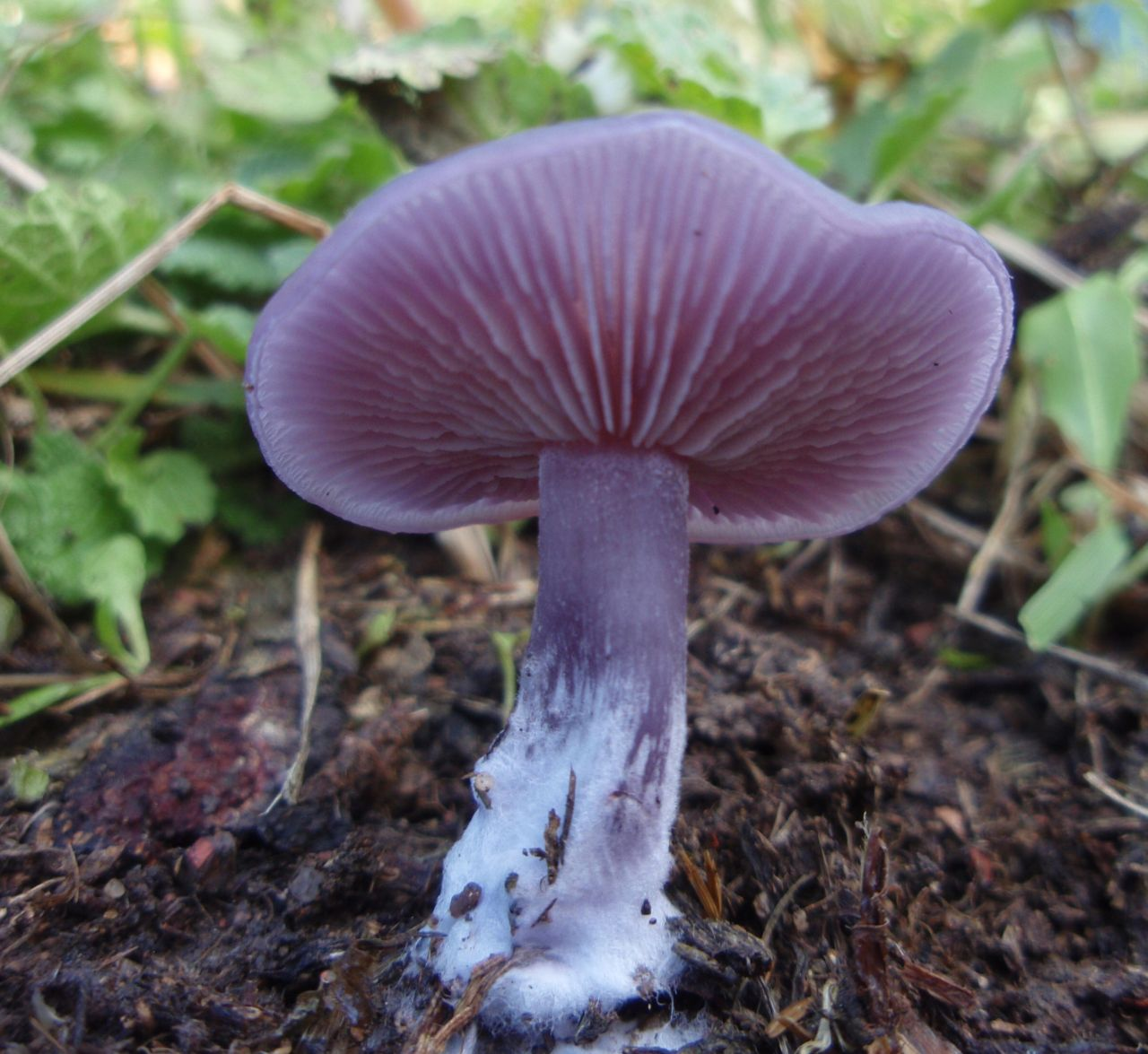
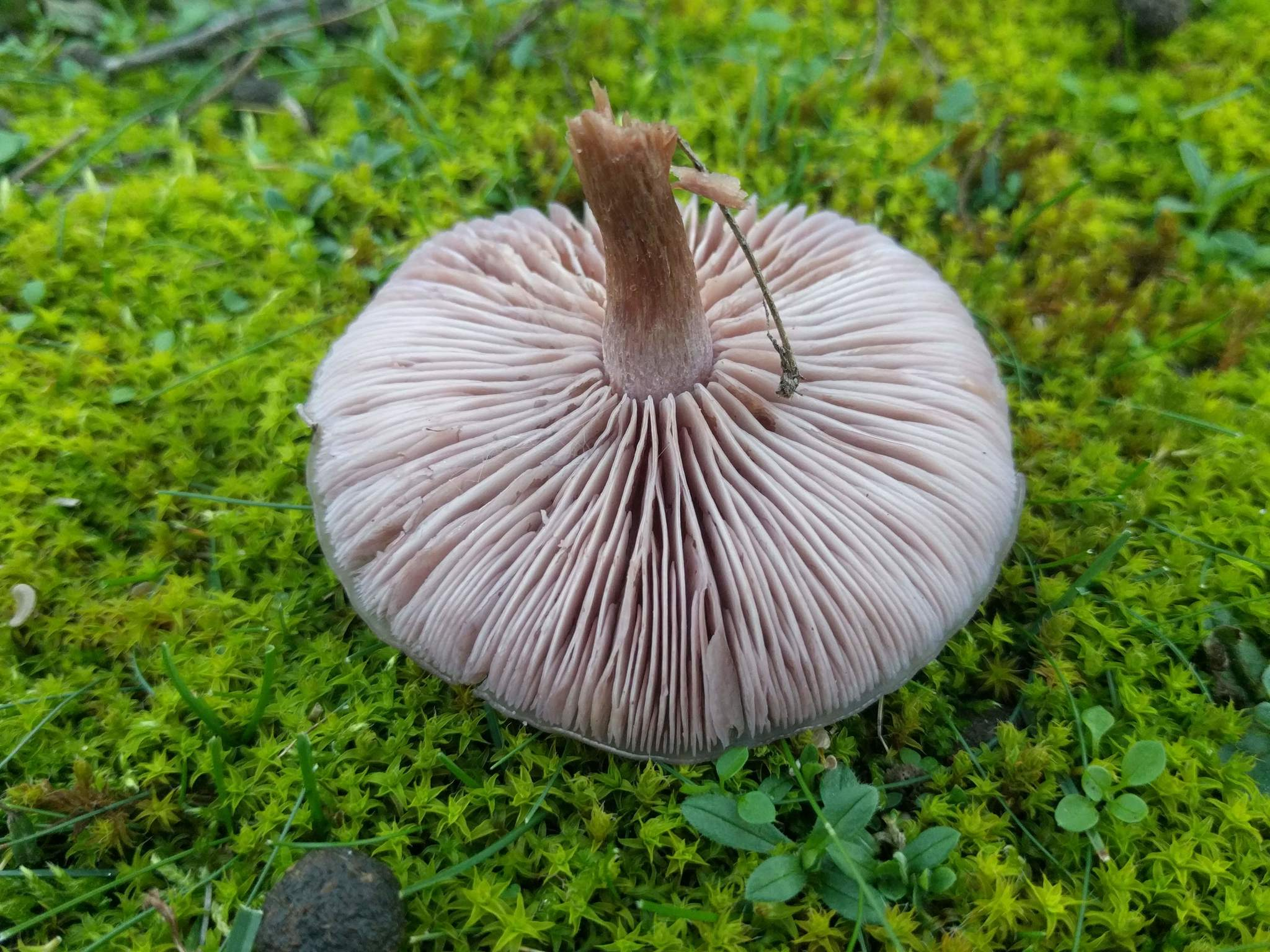
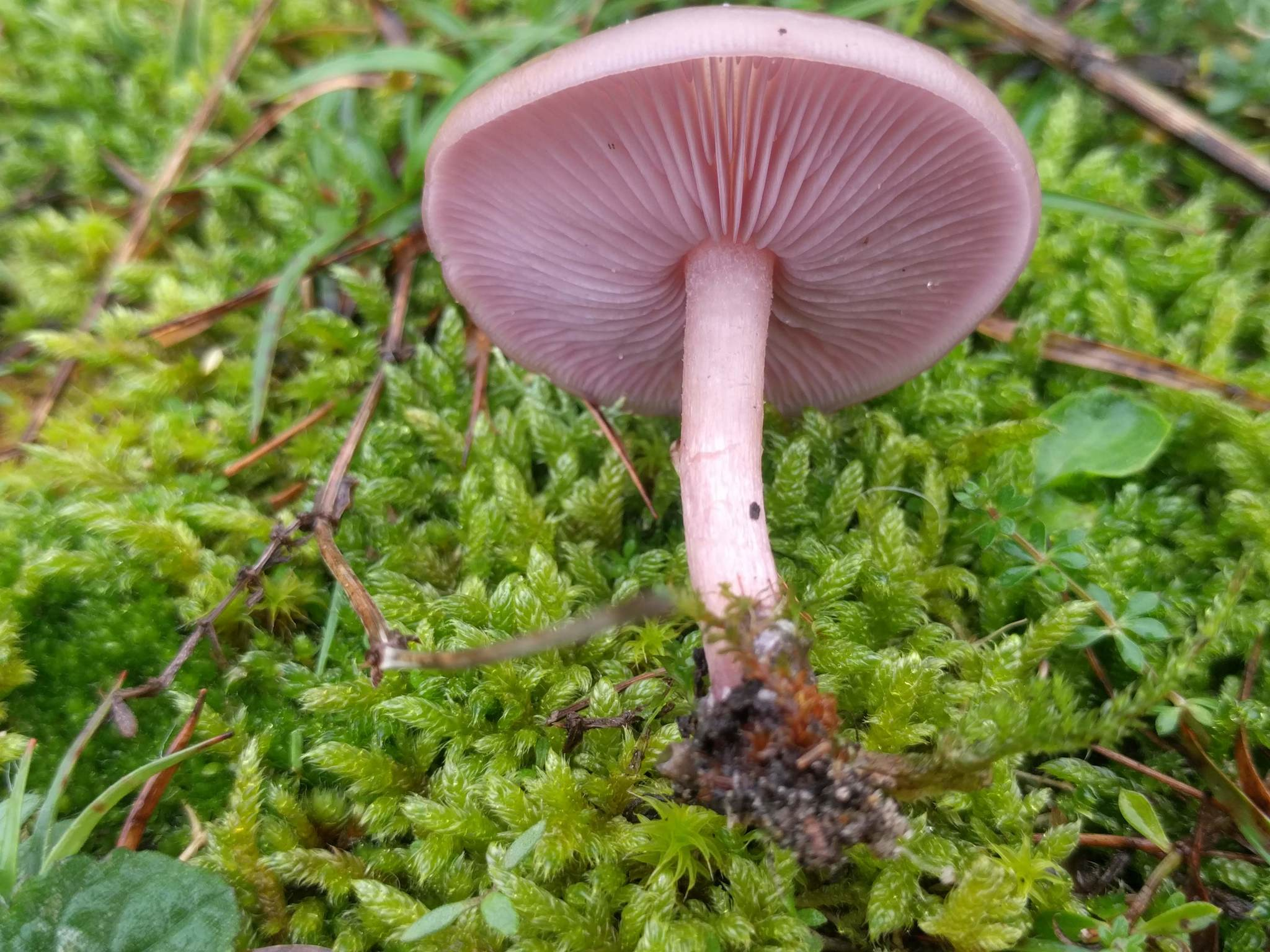
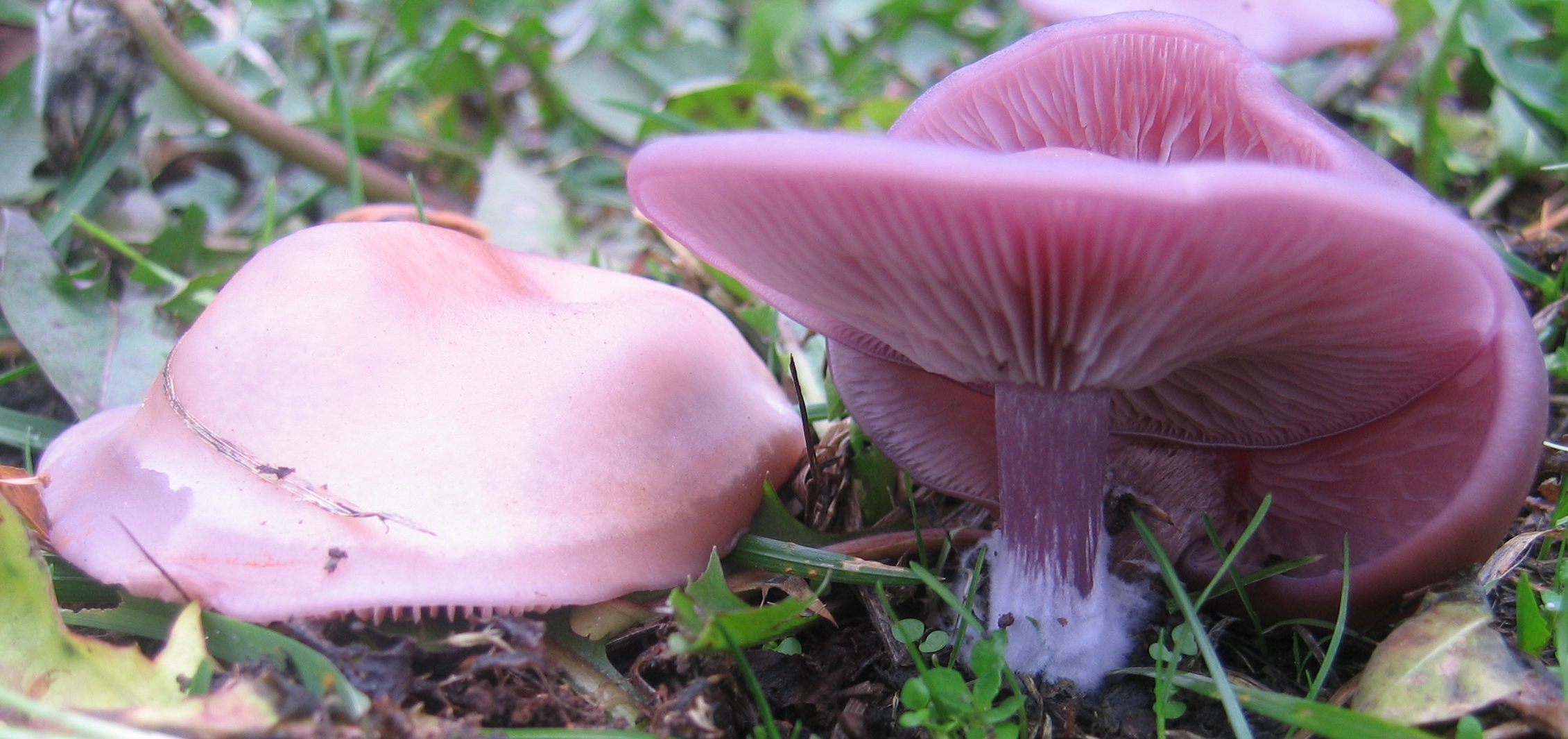
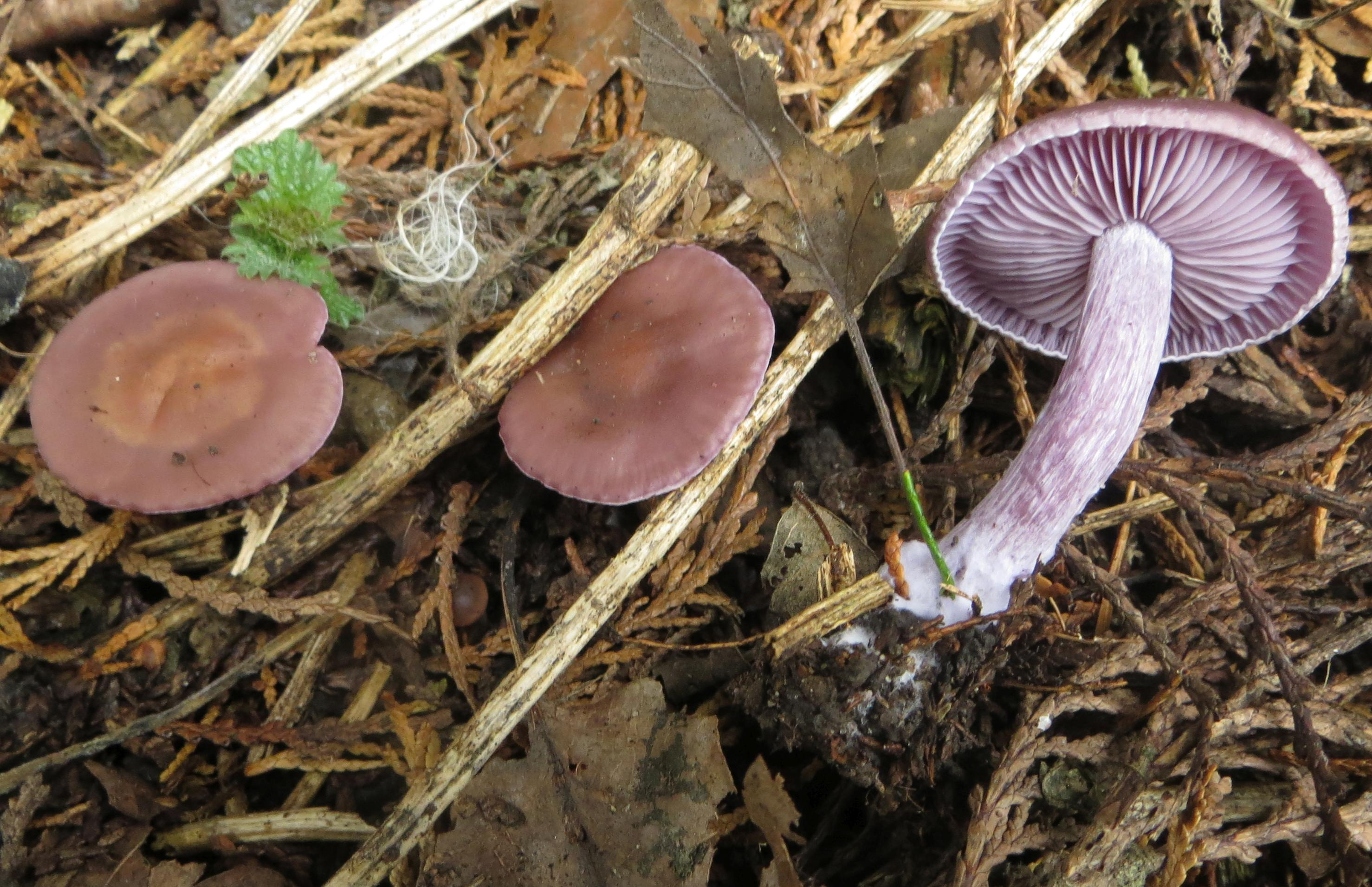
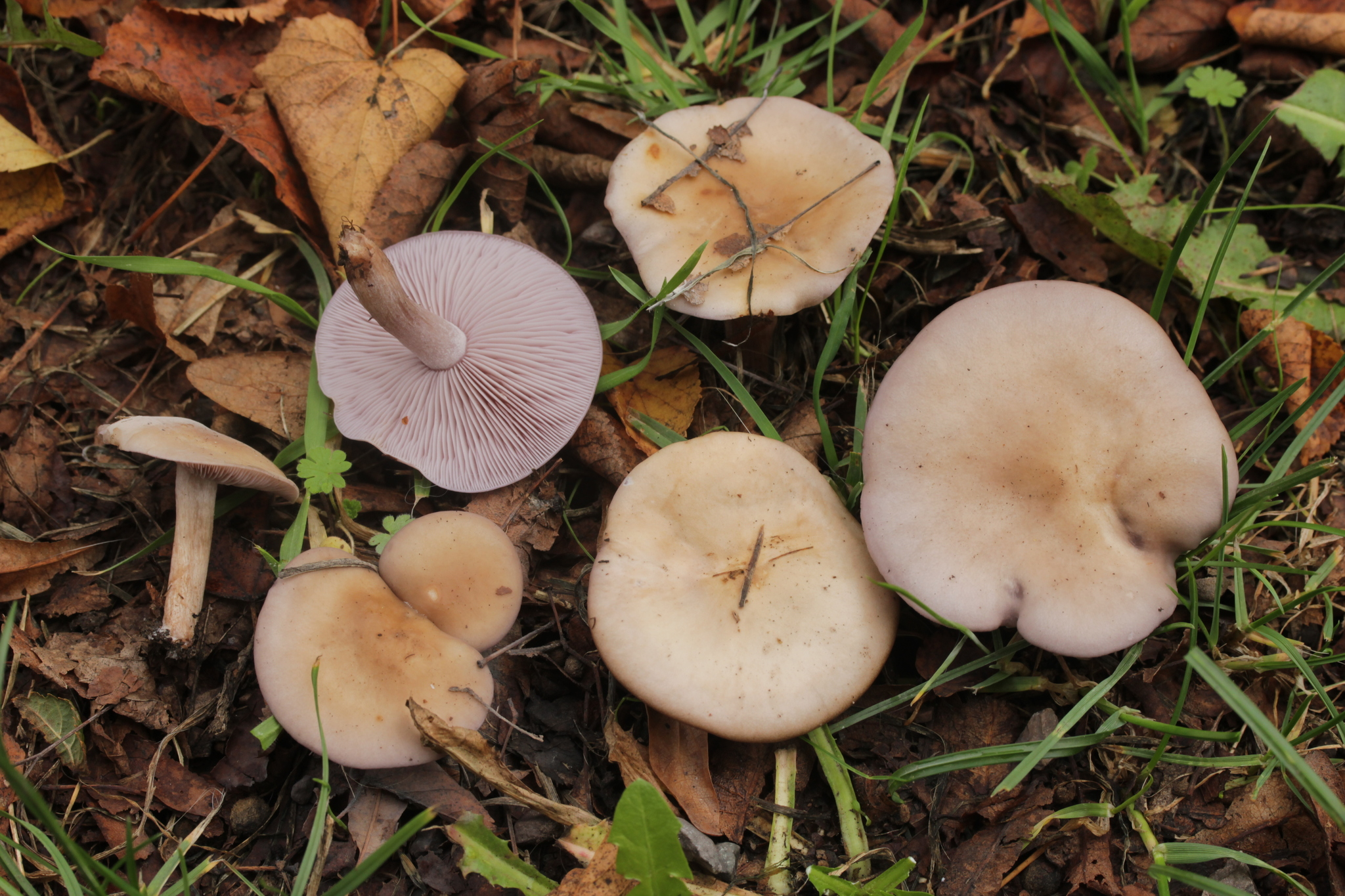
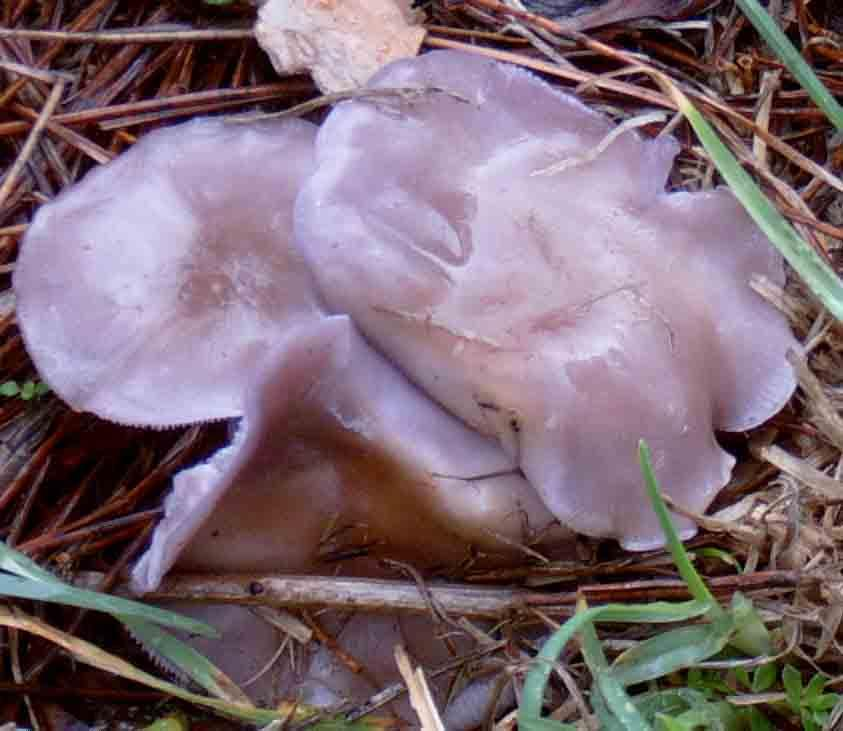
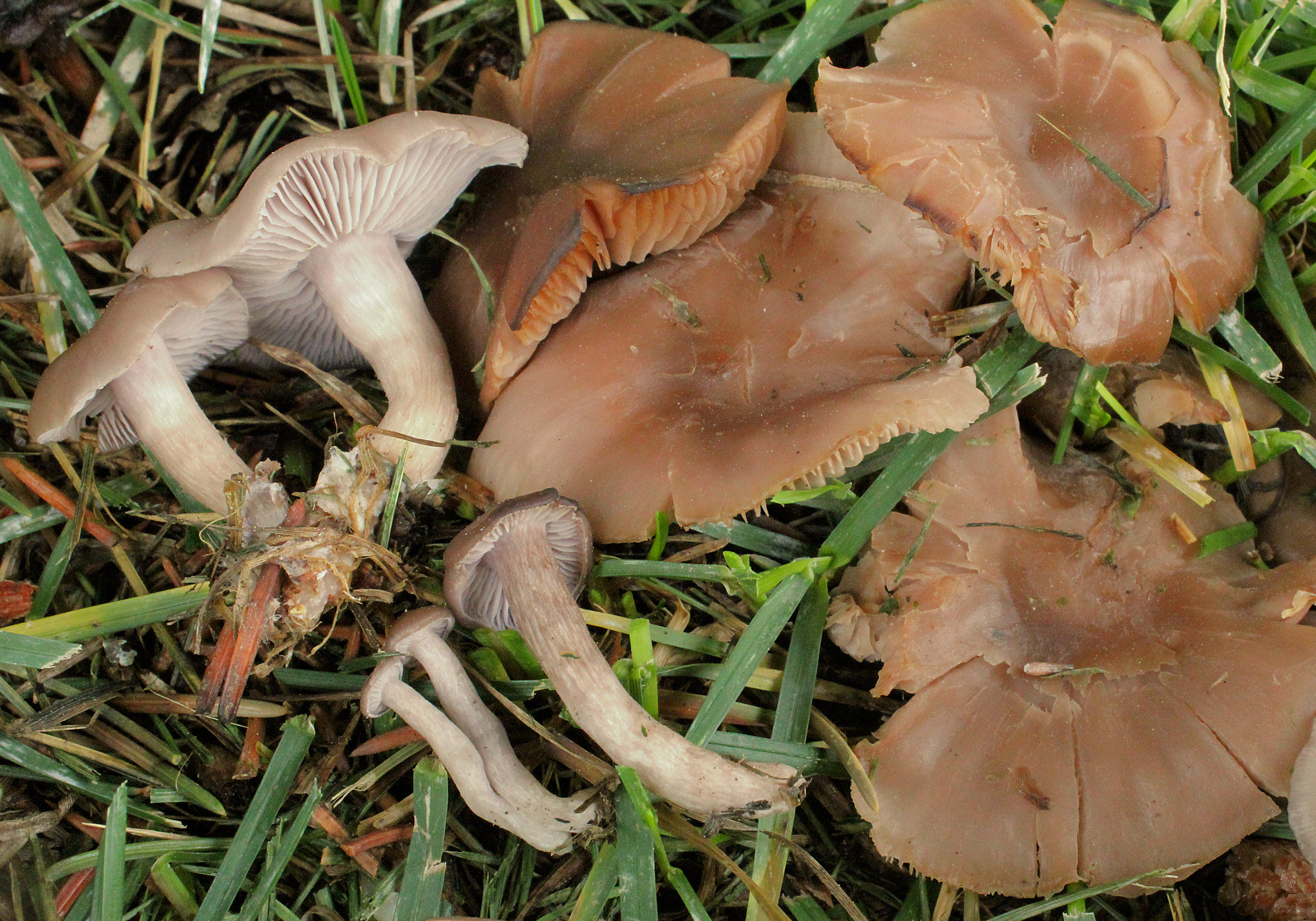
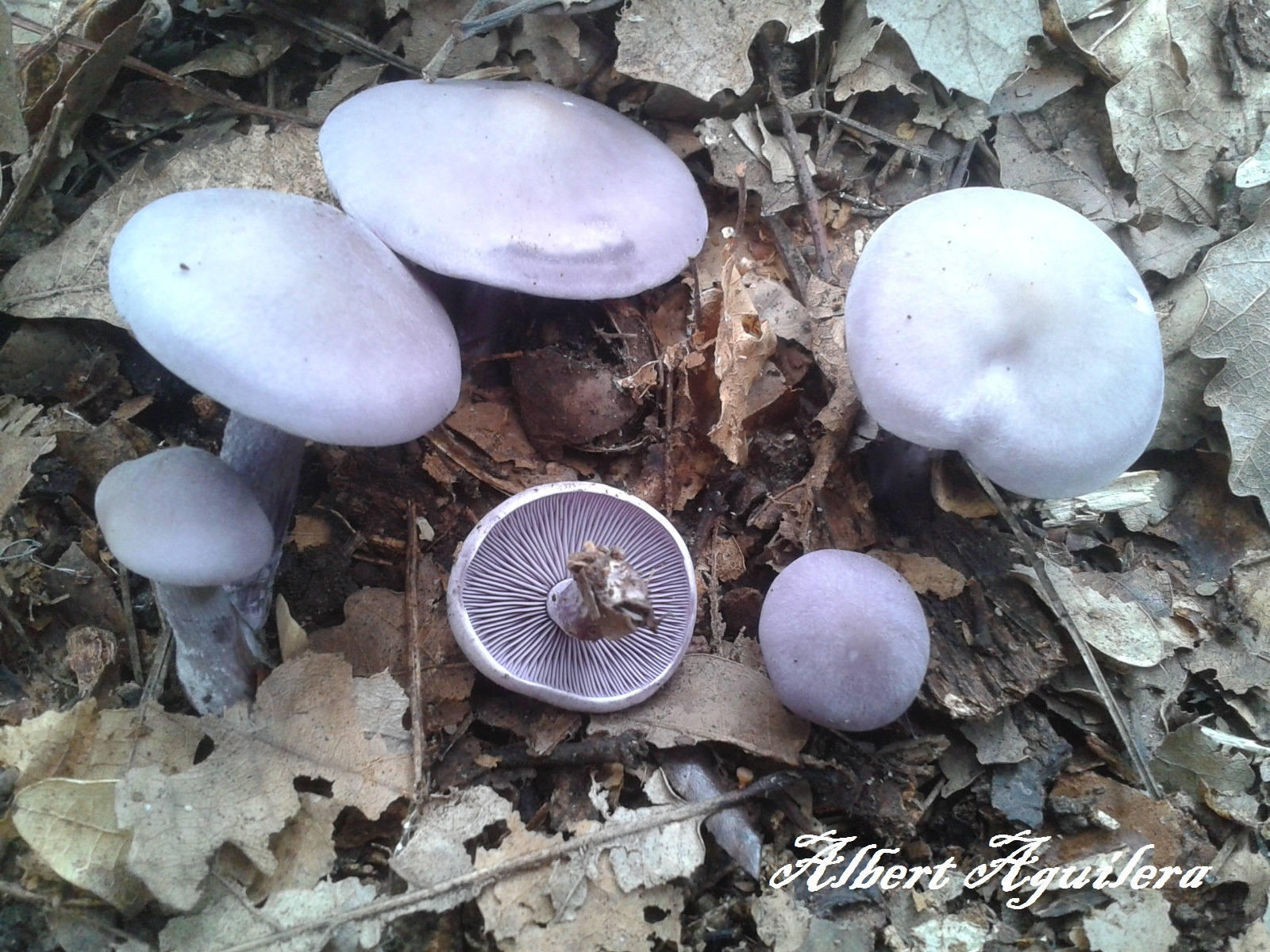
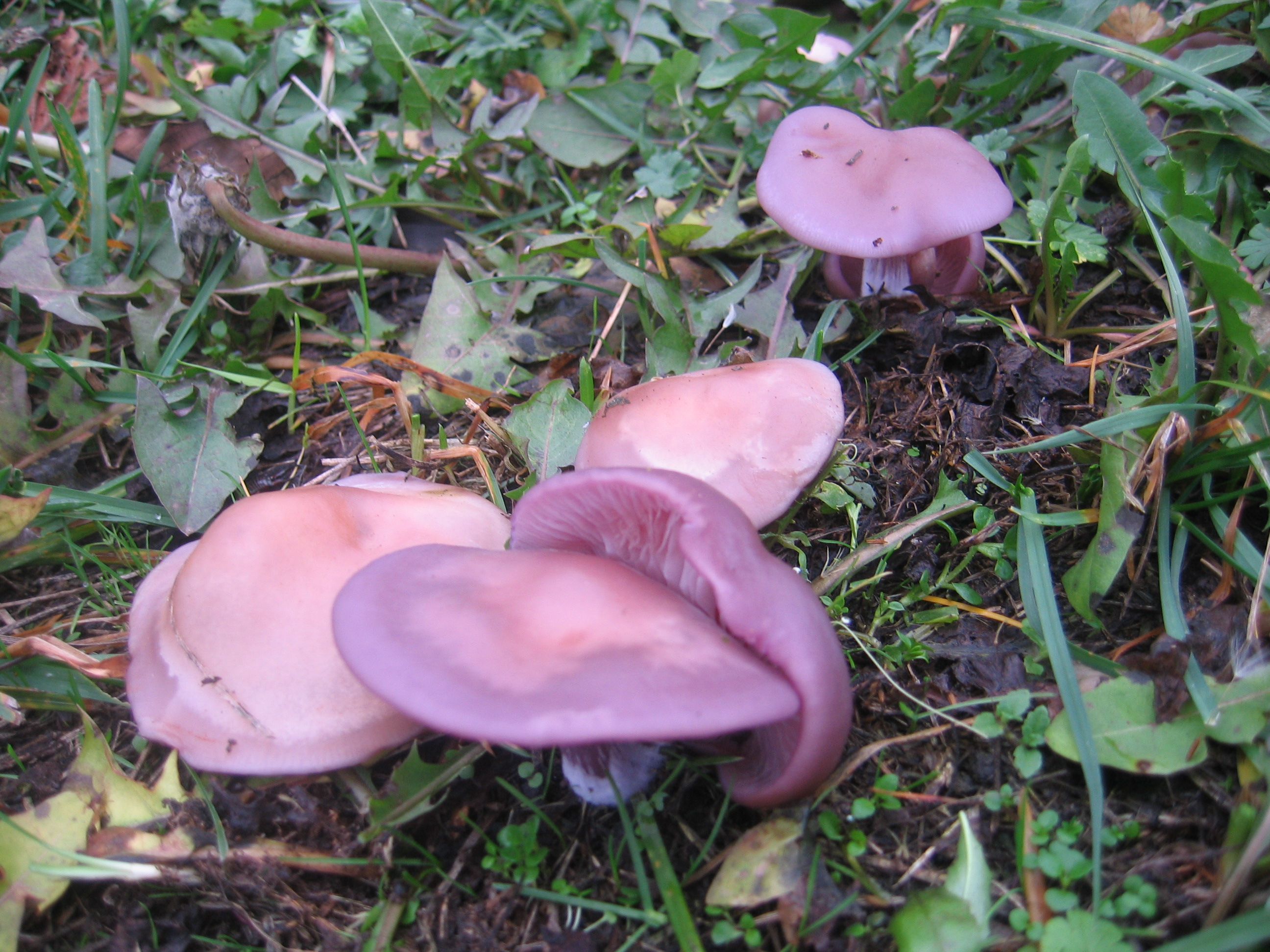

## Confusions possibles
On peut le confondre avec Lepista nuda (le pied bleu), avec Lepista personata (le pied violet), Cortinarius azureus et quelques autres lépistes, tous comestibles.

## Source
- Larousse du champignon